# Rajd Wybrzeża Kości Słoniowej 1992
Rajd Wybrzeża Kości Słoniowej 1992 (24. Rallye Cote d’Ivoire – Bandama) – 24 Rajd Wybrzeża Kości Słoniowej rozgrywany na Wybrzeżu Kości Słoniowej w dniach 31 października-3 listopada. Była to dwunasta runda Rajdowych Mistrzostw Świata w roku 1992. Rajd został rozegrany na nawierzchni szutrowej. Bazą rajdu było miasto Abidżan.

## Wyniki końcowe rajdu[1]
| Msc. | Kierowca           | Pilot             | Samochód               | Czas     | Strata   | Grupa | Punkty |
| ---- | ------------------ | ----------------- | ---------------------- | -------- | -------- | ----- | ------ |
| 1    | Kenjiro Shinozuka  | John Meadows      | Mitsubishi Galant VR-4 | 4:09.41  | 0.0      | A8    | 20     |
| 2.   | Bruno Thiry        | Stéphane Prévot   | Opel Kadett GSI 16V    | 5:32.59  | +1:23.18 | A7    | 15     |
| 3.   | Patrice Servant    | Thierry Brion     | Audi 90 Quattro        | 5:38.02  | +1:28.21 | A8    | 12     |
| 4.   | Hiroshi Nishiyama  | Hisashi Yamaguchi | Nissan Pulsar GTI-R    | 6:24.07  | +2:14.26 | N4    | 10     |
| 5.   | Samir Assef        | Clement Konan     | Toyota Celica GT-Four  | 7:42.27  | +3:32.46 | A8    | 8      |
| 6.   | Alain Oudit        | Frédéric Spaak    | Nissan Sunny GTI-R     | 7:46.36  | +3:36.55 | N4    | 6      |
| 7.   | Manfred Stohl      | Kay Gerlach       | Audi 90 Quattro        | 8:14.19  | +4:04.38 | A8    | 4      |
| 8.   | Denis Occelli      | Frank Michel      | Toyota Corolla 16V     | 8:44.44  | +4:35.03 | A6    | 3      |
| 9.   | Jean-Claude Dupuis | Nathalie Copetti  | Toyota Corolla 16V     | 9:04.49  | +4:45.08 | A6    | 2      |
| 10.  | Guy Colsoul        | Edy Paquay        | Mitsubishi Galant VR-4 | 10:42.25 | +6:32.44 | N4    | 1      |

## Klasyfikacja po 13 rundach
Tabele przedstawiają tylko pięć pierwszych miejsc.

### Kierowcy
| Lp. | Kierowca          | Pkt |
| --- | ----------------- | --- |
| 1   | Didier Auriol     | 120 |
| 2   | Juha Kankkunen    | 107 |
| 3   | Carlos Sainz      | 104 |
| 4   | Massimo Biasion   | 52  |
| 5   | François Delecour | 45  |

### Producenci
| Lp. | Producent  | Pkt |
| --- | ---------- | --- |
| 1   | Lancia     | 140 |
| 2   | Toyota     | 108 |
| 3   | Ford       | 84  |
| 4   | Subaru     | 43  |
| 5   | Mitsubishi | 38  |